# Dicranoloma pancheri
Dicranoloma pancheri är en bladmossart som beskrevs av Jean Édouard Gabriel Narcisse Paris 1904. Dicranoloma pancheri ingår i släktet Dicranoloma och familjen Dicranaceae. Inga underarter finns listade i Catalogue of Life.